# 11. San-marinesisches Kabinett
Das 11. Kabinett setzte sich aus Partito Democratico Cristiano Sammarinese (PDCS) und Partito Socialista Democratico Indipendente Sammarinese (PSDIS), sowie ehemaligen Mitgliedern von Partito Socialista Sammarinese (PSS) und Partito Comunista Sammarinese (PCS) zusammen, es amtierte vom 23. Oktober 1957 bis zum 29. September 1959.
Nachdem die von PCS und PSS gebildete Regierung am 18. September durch den Austritt von fünf PSS- und einem PCS-Abgeordneten die Mehrheit verloren hatte, kam es zu einer Verfassungskrise. Die bisherige Opposition, die inzwischen über eine Mehrheit von 31 Sitzen im Parlament verfügte, ernannte eine provisorische Regierung (comitato esecutivo), der Federigo Bigi, Giovanni Zaccaria Savoretti, Pietro Giancecchi und Alvaro Casali angehörten. Die provisorische Regierung zog sich in das grenznahe Rovereta zurück. Nachdem Italien die Grenzen abriegelte und ein Einmarsch drohte, gab die alte Regierung auf. Am 23. Oktober 1957 wurde eine neue Regierung (Congresso di Stato) vom Parlament (Consiglio Grande e Generale) gewählt. Die Zuteilung der Geschäftsbereiche (Dicasteri) erfolgte bei den Kabinettssitzungen vom 30. Oktober und 12. November.

## Liste der Minister
Die san-marinesische Verfassung kennt keinen Regierungschef, im diplomatischen Protokoll nimmt der Außenminister die Rolle des Regierungschefs ein.
| Amt                   | Minister                    | Partei | Amtszeit                               |
| --------------------- | --------------------------- | ------ | -------------------------------------- |
| Auswärtiges           | Federico Bigi               | PDCS   | 23. Oktober 1957 – 29. September 1959  |
| Inneres und Finanzen  | Pio Galassi                 | ex PSS | 30. Oktober 1957 – 29. September 1959  |
| Bildung und Justiz    | Alvaro Casali               | ex PSS | 12. November 1957 – 29. September 1959 |
| Kommunikation         | Domenico Forcellini         | ex PSS | 12. November 1957 – 29. September 1959 |
| Gesundheit            | Ferruccio Piva              | PDCS   | 12. November 1957 – 29. September 1959 |
| Öffentliche Arbeiten  | Pietro Giancecchi           | PSDIS  | 30. Oktober 1957 – 29. September 1959  |
| Soziales              | Giovanni Zaccaria Savoretti | PDCS   | 30. Oktober 1957 – 29. September 1959  |
| Wirtschaft und Arbeit | Attilio Giannini            | ex PCS | 12. November 1957 – 29. September 1959 |
| Tourismus             | Pietro Reffi                | PDCS   | 12. November 1957 – 29. September 1959 |
| Landwirtschaft        | Marino Benedetto Belluzzi   | PDCS   | 12. November 1957 – 29. September 1959 |

Giuseppe Forcellini wurde zum Segretario di Stato per gli Affari Interni e Finanze gewählt, gehörte jedoch nicht dem Congresso di Stato an.

### Bemerkungen
1. ↑  Segretario di Stato per gli Affari Esteri e Politici
2. ↑  Deputato per gli Affari Interni e Finanze
3. ↑  Deputato per la Pubblica Istruzione, la Giustizia e il Culto
4. ↑  Deputato per le Communicazioni
5. ↑  Deputato per l’Igiene e la Sanità Pubblica
6. ↑  Deputato per i Lavori Pubblici
7. ↑  Deputato per la Previdenza e l’Assistenza
8. ↑  Deputato per l’Economia e il Lavoro
9. ↑  Deputato per il Turismo, lo Sport e lo Spettacolo
10. ↑  Deputato per l’Agricultura